# Hubert Wadas
Hubert Wadas (ur. 6 października 1912 w Hajdukach Wielkich, zm. 1945) – polski piłkarz występujący na pozycji obrońcy.
Wadas był wychowankiem Ruchu Chorzów, w którym karierę rozpoczął w 1928 roku. W 1931 roku trafił na rok do ZMP Chorzów, po czym w sezonie 1932 trafił z powrotem do macierzystego klubu. W „Niebieskich” zadebiutował 10 kwietnia 1932 roku w wygranym 4:1 meczu z Warszawianką. Wadas święcił w barwach Ruchu trzykrotnie tytuł mistrza Polski (1933, 1934, 1935). W 1936 roku towarzyszył Ewaldowi Urbanowi w uciecze do Niemiec. Mimo że wrócił do „Niebieskich” po kilku tygodniach to został wykluczony z klubu. 

## Statystyki klubowe
| Sezon | Klub         | Liga   | Liga krajowa | Liga krajowa |
| ----- | ------------ | ------ | ------------ | ------------ |
| Sezon | Klub         | Liga   | Mecze        | Bramki       |
| 1932  | Ruch Chorzów | I Liga | 13           | 0            |
| 1933  | Ruch Chorzów | I Liga | 20           | 0            |
| 1934  | Ruch Chorzów | I Liga | 15           | 0            |
| 1935  | Ruch Chorzów | I Liga | 14           | 0            |
| Razem | Razem        | Razem  | 62           | 0            |

## Sukcesy

### Ruch Chorzów
- Mistrzostwo Polski (3 razy) w sezonach: 1933, 1934, 1935